# یان آنتونین لوسی
یان آنتونین لوسی (آلمانی: Jan Antonín Losy؛ ‏ ۱۶۵۰ – ۱۷۲۱) اشراف‌زاده، نوازندهٔ لوت آهنگساز دوران باروک بود. او احتمالاً مهم‌ترین نوازنده-آهنگساز لوت در بوهم در اوج محبوبیت این ساز در آن منطقه بود.
وی دانش‌آموختهٔ دانشگاه کارل بود و از آنجا مدرک کارشناسی دریافت نمود. از او چند سوئیت رقص باقی مانده‌است؛ اما تعدادی اثر بزرگتر هم از او به جا مانده‌است؛ مانند چند قطعه موسیقی در سبک اوورتور سه قسمتی که به واسطهٔ ژان-باتیست لولی مشهور شد. یکی از ساخته‌های او با خط خودش که برای گیتار باروک ۵ سیمی است، امروزه در کتابخانه ملی جمهوری چک نگهداری می‌شود. به عنوان یک اشراف، انتظار می‌رفت که فعالیت‌های موسیقایی او در حد آماتور باقی بماند. با این وجود، به نظر می‌رسد که او تحسین تعدادی از نوازندگان حرفه ای را به خاطر نوازندگی لوت و آهنگسازی‌هایش به‌خود جلب کرده‌است. در سال ۱۶۹۷ او در یک مسابقه موسیقی با خواننده لایپزیگی یوهان کونو شرکت کرد. «گاتفریت هاینریش اشتولتسل» در حالی که در سال ۱۷۱۵ در پراگ کار می‌کرد، با وی ملاقات کرد که «لوت می‌نواخت؛ همانند کسی که آنرا حرفه‌شان نوازندگی است» و همچنین ویولن می‌نواخت.